# Hans-Arthur Spieß
Hans-Arthur Albert Spieß (* 8. September 1910 in Magdeburg; † 13. Juli 1979 in Bahrendorf) war ein deutscher Maler, Graphiker, Kupferstecher und Lehrer.

## Leben
Hans-Arthur Spieß verbrachte seine Kindheit und Schulzeit in Stargard (Pommern). Er studierte an der Staatlichen Kunstschule in Berlin-Schöneberg bei Curt Lahs, Willy Jaeckel und Konrad von Kardorff, wo er 1935 das Examen für das künstlerische Lehramt ablegte. Nach der Eheschließung mit der Malerin Annelotte Spieß war er 1937–1945 in Berlin ansässig und nahm an ersten Kunstausstellungen teil. 1939–1945 war Spieß Soldat und siedelte sich danach mit seiner Familie in Druxberge bei Magdeburg an. Dort war er als Lehrer und Künstler tätig. Spieß beherrschte als einer der wenigen Künstler in Deutschland noch die Technik des Kupferstichs, porträtierte Bertolt Brecht und schuf zu dessen Werken Aquarelle. Vor allem war es aber die Poesie des Alltags, die er in ungezählten Landschaftsdarstellungen und Szenerien auf dem Lande festhielt und in druckgraphische Arbeiten umsetzte.
Spieß war Mitglied der SED. 1948 wurde er Mitglied des Verbandes Bildender Künstler der DDR und arbeitete hier in verantwortlichen Funktionen mit.
Spieß verstarb im Kreiskrankenhaus Bahrendorf, das seinerzeit im Schloss Bahrendorf untergebracht war.

## Werke (Auswahl)
- Internationaler Kindertag in Druxberge (vor 1951, Kupferstich; auf der Ausstellung Künstler schaffen für den Frieden)[2]

- Kindergartenfries. Die Kinder (Holzschnitt, 1952)[3][4]
- Kindergartenfries. Vater und Kindergärtnerin (Holzschnitt 1952)[5][4]
- Wir haben unser Wissen nicht umsonst erworben (Holzschnitt, 1952)[6][4]
- Aus dem Zyklus Gespräch über Bäume (Radierungen, 1966/1967)[7][8]
- Abrisshäuser an der Engpassverbreitung (aus dem Zyklus Druxberger Ansichten; Kupferstich, 33 × 19,5 cm)[9]

## Ausstellungen

### Ausstellungsbeteiligungen
- 1948: Halle/Saale: Städtisches Museum in der Moritzburg (Große Kunstausstellung Sachsen-Anhalt)[10]
- 1951/1952: Berlin, Museumsbau am Kupfergraben („Künstler schaffen für den Frieden“)
- 1962/1963 und 1967/1968: Dresden, V. und VI. Deutsche Kunstausstellung
- bis 1979: Halle/Saale, mehrere Bezirkskunstausstellungen
- 1985: Erfurt, Gelände der Internationalen Gartenbauausstellung („Künstler im Bündnis“)

### Postume Ausstellung
- 1981: Magdeburg, Kulturhistorisches Museum